# قوسجین
قوسَجین یک روستا در ایران است که در بخش خورش رستم شهرستان خلخال در استان اردبیل واقع شده‌است.

## جمعیت
این روستا در دهستان خورش رستم شمالی قرار دارد و براساس سرشماری مرکز آمار ایران در سال ۱۳۸۵، جمعیت آن ۹۷ نفر (۳۱ خانوار) بوده‌است.